# کارل اشتورش
کارل اشتورش (آلمانی: Karl Storch; ۲۱ اوت ۱۹۱۳ – ۱۹ اوت ۱۹۹۲) پرتاب‌گر چکش اهل آلمان بود.